# Rečica ob Paki
Rečica ob Paki – wieś w Słowenii, w gminie Šmartno ob Paki. W 2018 roku liczyła 474 mieszkańców.